# Take-shima
Take-shima (竹島) est une île du Japon dans l'archipel Ōsumi en mer de Chine orientale.

## Géographie
D'une superficie de 4,20 km2, Take-shima est située à 94 km au Sud de Kagoshima, dans le village de Mishima, avec Kuro-shima et Iō-jima. Ses habitants vivent de la pêche.

## Histoire
Des vestiges de la période Jōmon ont été retrouvés, ce qui témoigne d'une occupation continue depuis au moins 3 000 ans. Lors de l'époque d'Edo, elle appartient au domaine de Satsuma. En 1896, elle est transférée à l'administration du district d'Ōshima et fait partie depuis 1911 de Toshima.

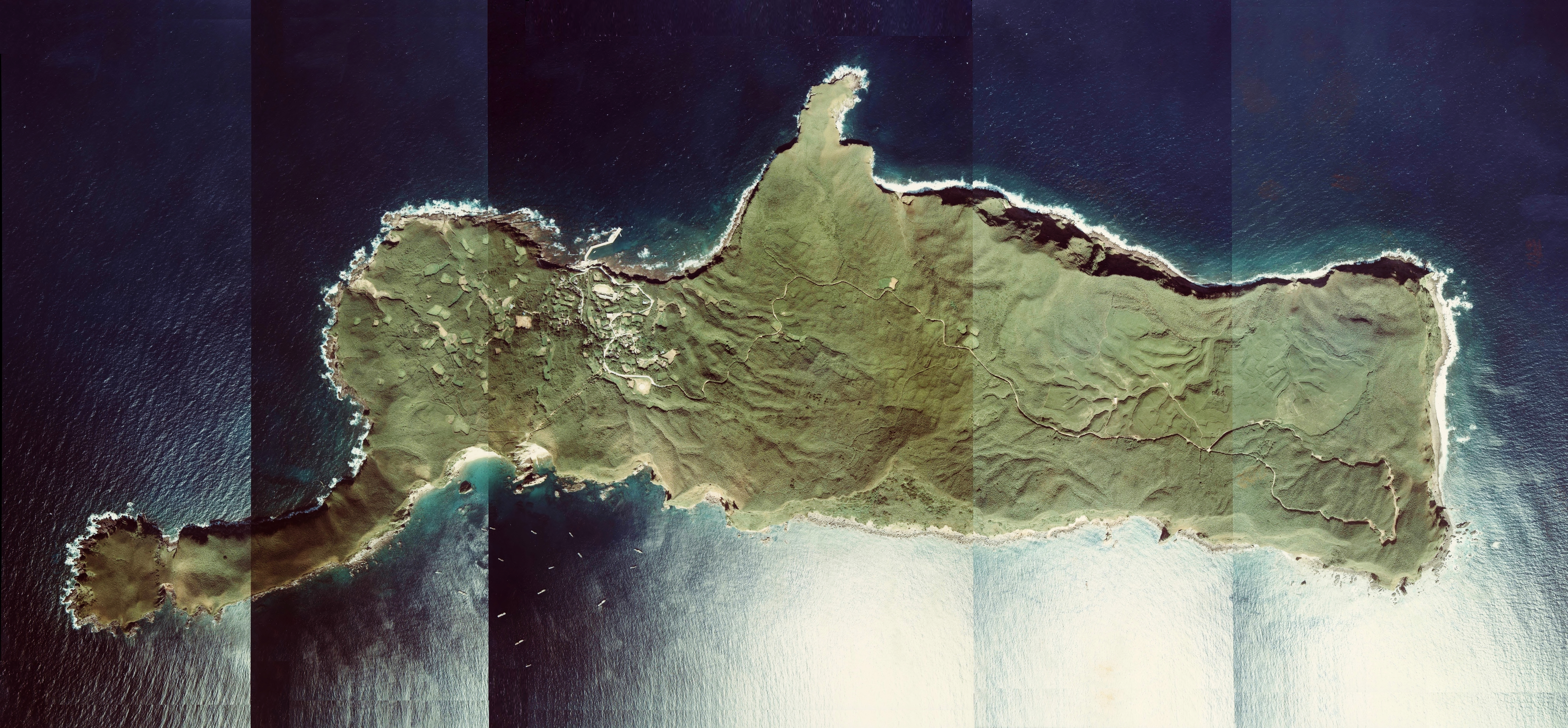
Vue aérienne de Take-shima.